# Parco nazionale di Tiilikkajärvi
Il parco nazionale di Tiilikkajärvi (in finlandese: Tiilikkajärven kansallispuisto) è un parco nazionale della Finlandia, nella provincia della Finlandia orientale. È stato istituito nel 1982 e occupa una superficie di 34 km².